# Thyropisthus convolutus
Thyropisthus convolutus är en mångfotingart som beskrevs av Demange 1961. Thyropisthus convolutus ingår i släktet Thyropisthus och familjen Harpagophoridae. Inga underarter finns listade i Catalogue of Life.